# Schellia sitaroides
Schellia sitaroides là một loài bọ cánh cứng trong họ Oedemeridae. Loài này được Reitter miêu tả khoa học năm 1914.